# دستور الأرجنتين 1949
دستور الأرجنتين 1949 تمت الموافقة عليه خلال حكومة خوان بيرون عام 1949م. كانت هذه مراجعة رئيسية لدستور الأرجنتين. كان هدفه هو تحديث النص وتكييفه مع مفاهيم القرن العشرين للديمقراطية، مع قانون للحقوق الاجتماعية، بما في ذلك ظروف عمل أفضل للطبقة العاملة، والحق في التعليم... إلخ. كما سمح بإعادة انتخاب الرئيس إلى أجل غير مسمى.
تم إجهاضه من قبل الانتفاضة العسكرية والمدنية المعروفة باسم ثورة ليبرتادورا.